# Takashi Kageyama
Takashi Kageyama (Osaka, 27 mei 1977) is een voormalig Japans voetballer.

## Carrière
Takashi Kageyama speelde tussen 1996 en 2008 voor Sanfrecce Hiroshima, Cerezo Osaka en Sagawa Shiga.

## Statistieken
| Japan   | Japan                | Japan           | League | League | Emperor's Cup | Emperor's Cup | J-League Cup | J-League Cup | Totaal | Totaal |
| Seizoen | Club                 | League          | Wed.   | Goals  | Wed.          | Goals         | Wed.         | Goals        | Wed.   | Goals  |
| ------- | -------------------- | --------------- | ------ | ------ | ------------- | ------------- | ------------ | ------------ | ------ | ------ |
| 1996    | Sanfrecce Hiroshima  | J. League 1     | 4      | 0      | 0             | 0             | 0            | 0            | 4      | 0      |
| 1997    | Sanfrecce Hiroshima  | J. League 1     | 1      | 0      | 0             | 0             | 0            | 0            | 1      | 0      |
| 2001    | Cerezo Osaka         | J. League 1     | 0      | 0      | 0             | 0             | 0            | 0            | 0      | 0      |
| 2002    | Sagawa Express Osaka | Football League | 15     | 1      |               |               | -            | -            | 15     | 1      |
| 2003    | Sagawa Express Osaka | Football League | 18     | 1      | -             | -             | -            | -            | 18     | 1      |
| 2004    | Sagawa Express Osaka | Football League | 21     | 1      | -             | -             | -            | -            | 21     | 1      |
| 2005    | Sagawa Express Osaka | Football League | 24     | 1      | -             | -             | -            | -            | 24     | 1      |
| 2006    | Sagawa Express Osaka | Football League | 29     | 3      | -             | -             | -            | -            | 29     | 3      |
| 2007    | Sagawa Express       | Football League | 30     | 3      | 2             | 0             | -            | -            | 32     | 3      |
| 2008    | Sagawa Shiga         | Football League | 30     | 0      | 0             | 0             | -            | -            | 30     | 0      |
| Totaal  | Totaal               | Totaal          | 172    | 10     | 3             | 0             | 0            | 0            | 175    | 10     |